# Chieșd, Sălaj
Chieșd (în maghiară Szilágykövesd) este satul de reședință al comunei cu același nume din județul Sălaj, Transilvania, România.
Chieșd este o comună în județul Sălaj, Transilvania, România. Are în componență satele: Chieșd (reședință), Colonia Sighetu Silvaniei și Sighetu Silvaniei.

## Istoric
Prima atestare a satului este din 1461. La acea vreme numele său era scris Kewesd, apoi în 1475 Kebesd, și în 1549 Keowesd.
Atestare: 1461 - Kewesd, 1466 - Olhkewesd, Magyarkewesd ( Csaki I 558), 1475 - Kebesd, 1547 - Olahkevesd, 1549 - Keowesd (Petri II, III:694), 1570 - Kövesd (Kiss, 422), 1733 Koosd (c.K.), 1760 - 1762 Szilagy Kövesd (c.B.), 1850 Tzuvesd (St.Tr.), 1854 - Kövesd, Tiuvesd (Bul. 84), 1900 - Chieșd, 1930 - Chieșd, 1966 - Chieșd
Chieșdul are în componență apelativul germanic kew "piatră" (cf. David 2004: 46). Terminația - es este caracteristică limbii maghiare și ajută la formarea adjectivelor (cf. köves "pietros, bolovănos", szméles "personal, individual") și a substantivelor denumiri de meserii (cf. kerék "roată" - kerekes "rotar", nyereg "șa" - nyerges "șelar"), la care s-a adăugat apoi formatul toponimic maghiar -d, unde = kew + -es + -d = Kewesd. Interesant este faptul că apare alături de determinantul olh, olah "românesc" și determinantul magyar la atestatul din 1475, deoarece aici erau puțini maghiari, dar explicabil prin tendința permanentă de maghiarizare caracteristică (cf. Dogaru 2003:127). Atestarea Tyuvesd reflectă cu fidelitate specificul pronunției locale, unde este caracteristică palatalizarea lui -t înainte de -e sau -i.
Satul era împărțit în Magyar-Kövesd și Oláh-Kövesd (respectiv Chieșdul Maghiar și Chieșdul Român). Primul său proprietar cunoscut a fost familia Sarmasági, care a trăit pe la mijlocul anilor 1400.
Printre membrii familiei Sarmasági, documentele menționează numele lui Elek Sarmansági în 1475, László și András Sarmansági în 1547.
Conform inventarului prințesei Anna Lónyay din secolul al XVII-lea, în Chieșd existau la acea vreme 22 de familii de iobagi și 10 pășuni. 
În 1715, în timpul campaniei lui Rákóczi în Polonia, o mare parte din populația din Chieșd, condusă de Ioan Kemény, a căzut în luptă, în timp ce Ioan Kemény însuși a fost eliberat din captivitate doar mai târziu. După eliberare, el a stabilit noi locuitori din regiunile Mureș și Meseș.
În 1797 proprietarii satului erau Contele Kark Farkas, Baronul Simon Kemény, Baronul Miklós Kemény și Baronul Kemény Farkas.
Cândva la Chieșd se afla un castel, dar după cutremurul de la sfârșitul Secolului al XIX-lea, numai a rămas nimic din urma sa.  
După Tratatul de la Trianon din 1920 satul este anexat de România. Cu Dictatul de la Viena din 1940 revine iarăși sub administrația maghiară, iar de la sfârșitul celui de-al Doilea Război Mondial este administrat de România.

## Demografie
Conform recensământului efectuat în 2011, populația comunei Chieșd se ridică la 2.420 de locuitori, în scădere față de recensământul anterior din 2002, când se înregistraseră 2.645 de locuitori. Majoritatea locuitorilor sunt români (82,48%). Principalele minorități sunt cele de romi (10,04%) și maghiari (4,96%). Pentru 2,52% din populație, apartenența etnică nu este cunoscută. Din punct de vedere confesional, majoritatea locuitorilor sunt ortodocși (82,69%), dar există și minorități de baptiști (5,41%), penticostali (5,08%) și reformați (4,05%). Pentru 2,56% din populație, nu este cunoscută apartenența confesională.

## Atracții turistice
Biserica de lemn din Chieșd, construcție secolul al XVIII-lea, monument istoric
Biserica de lemn din satul Sighetu Silvaniei, construcție secolul al XVII-lea, monument istoric
Muzeul satului din Chieșd

## Imagini

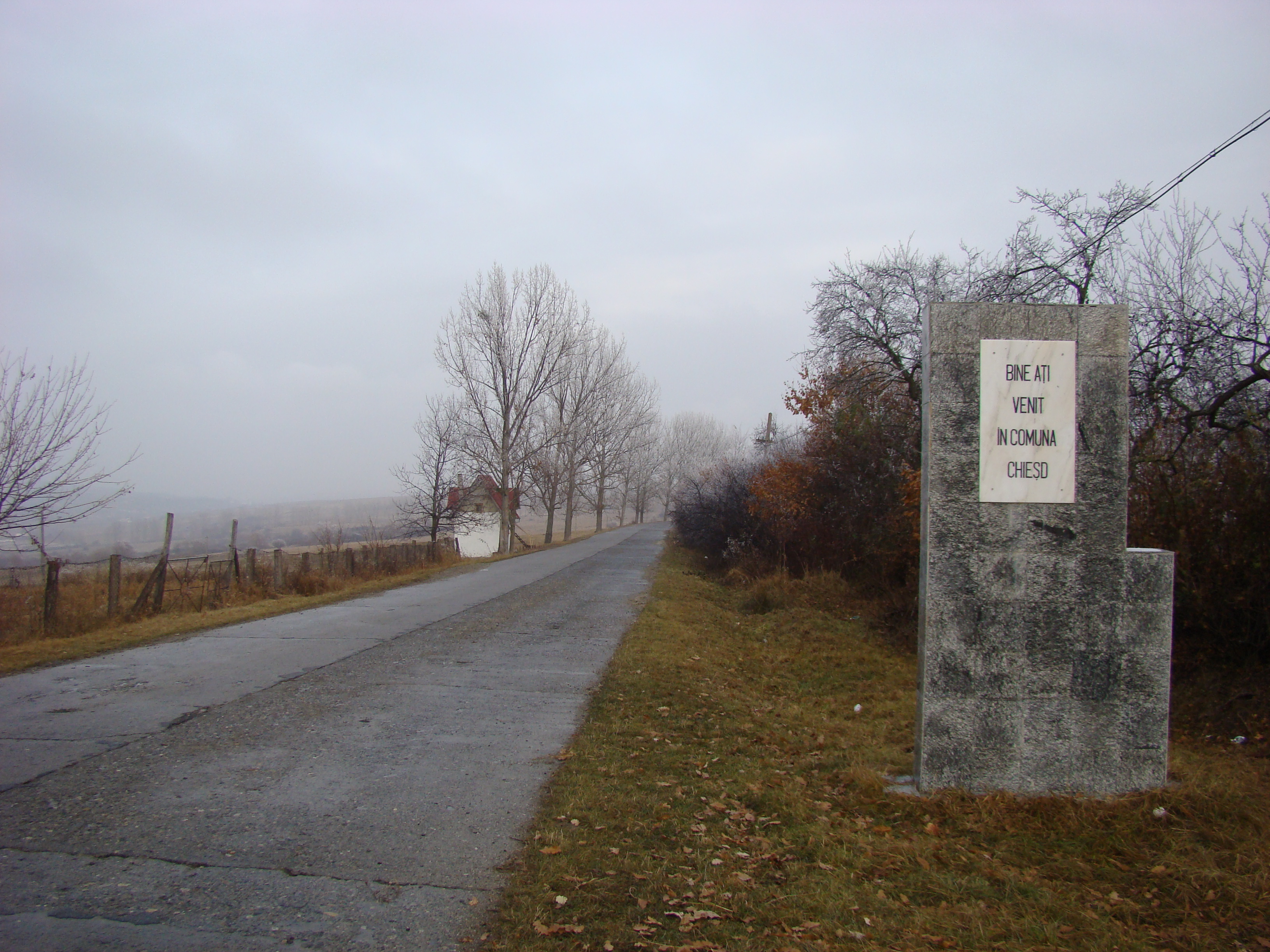
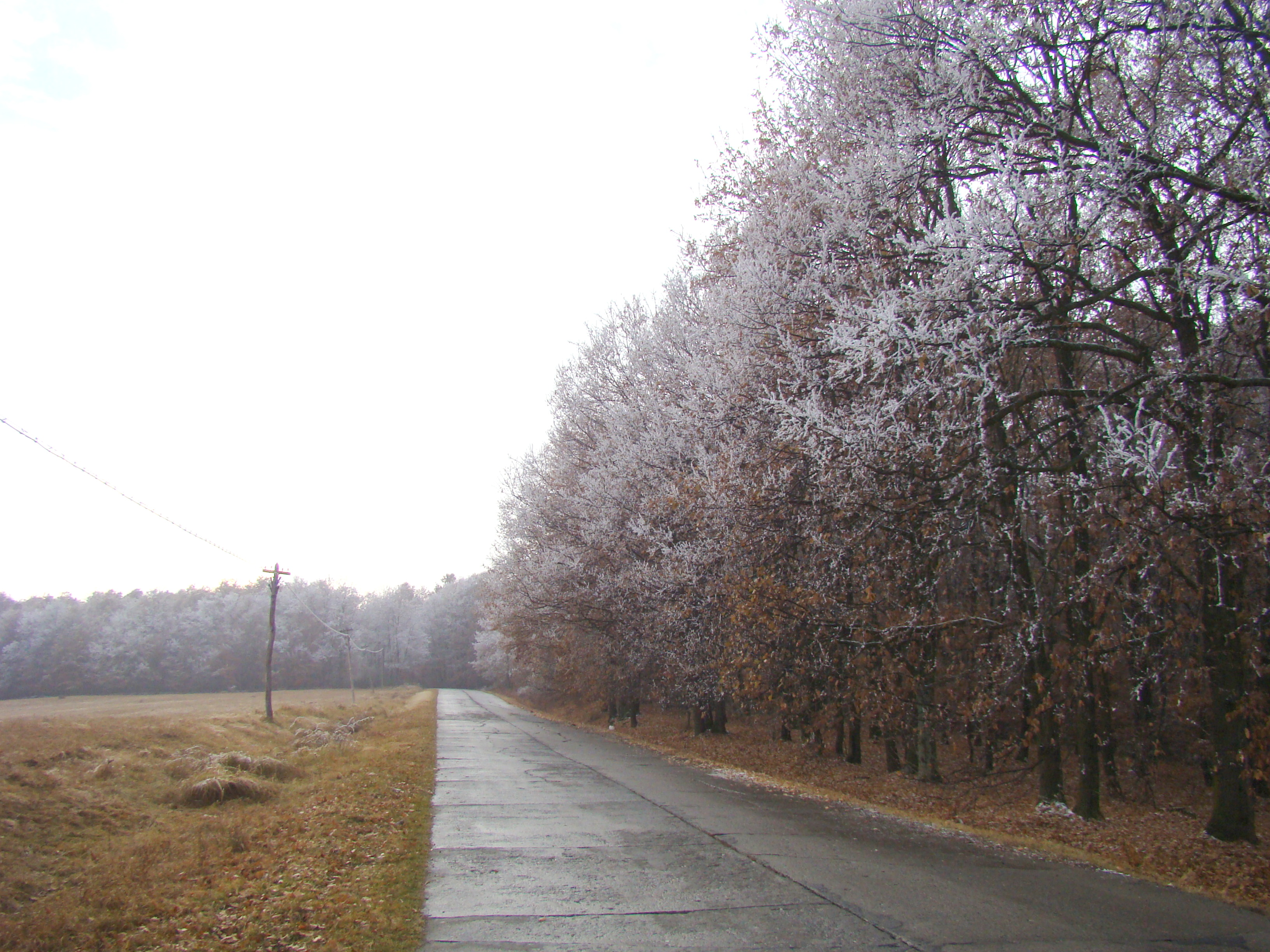
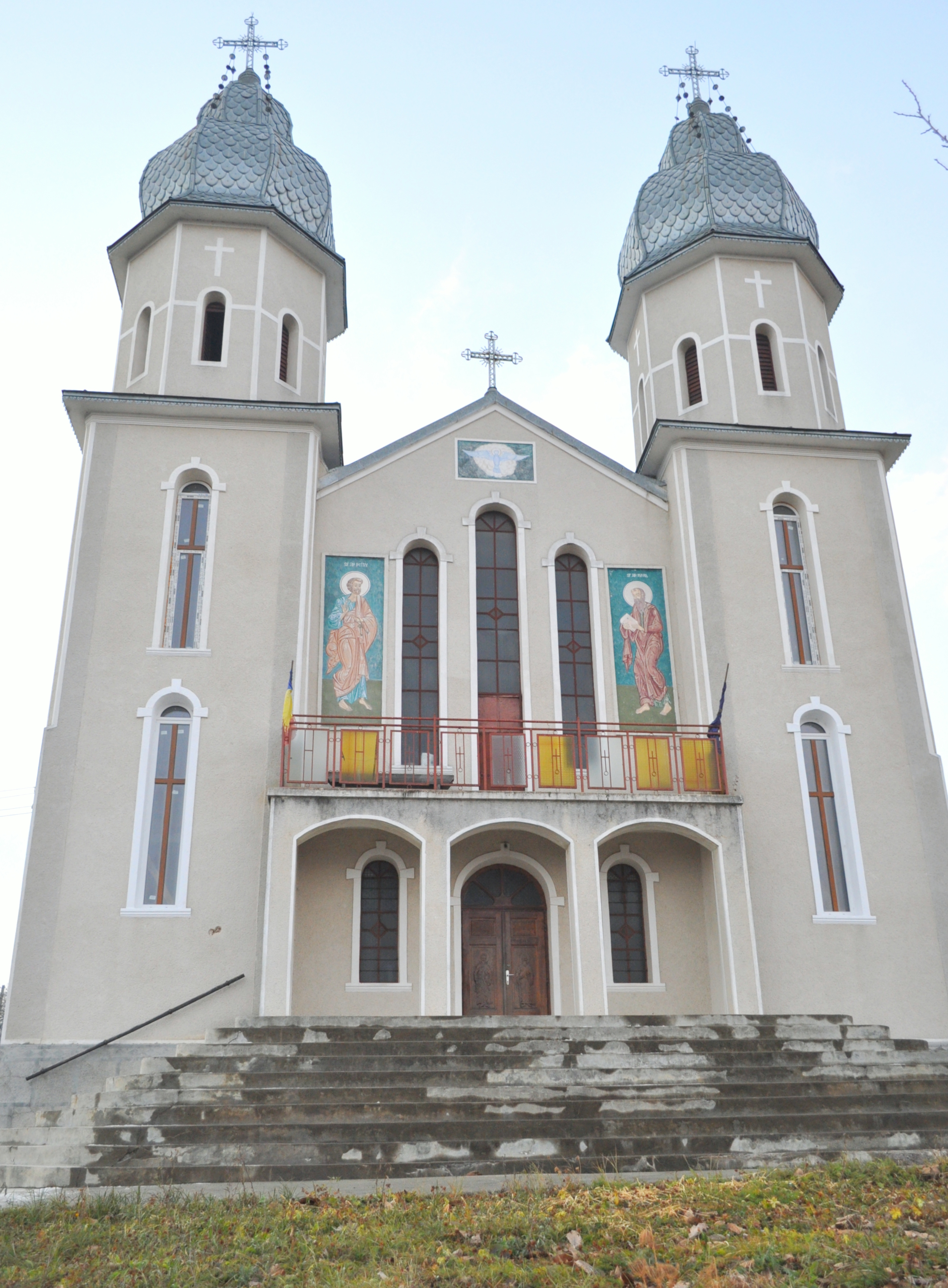
Biserica de zid „Sfinții Apostoli Petru şi Pavel” (1989-1994)
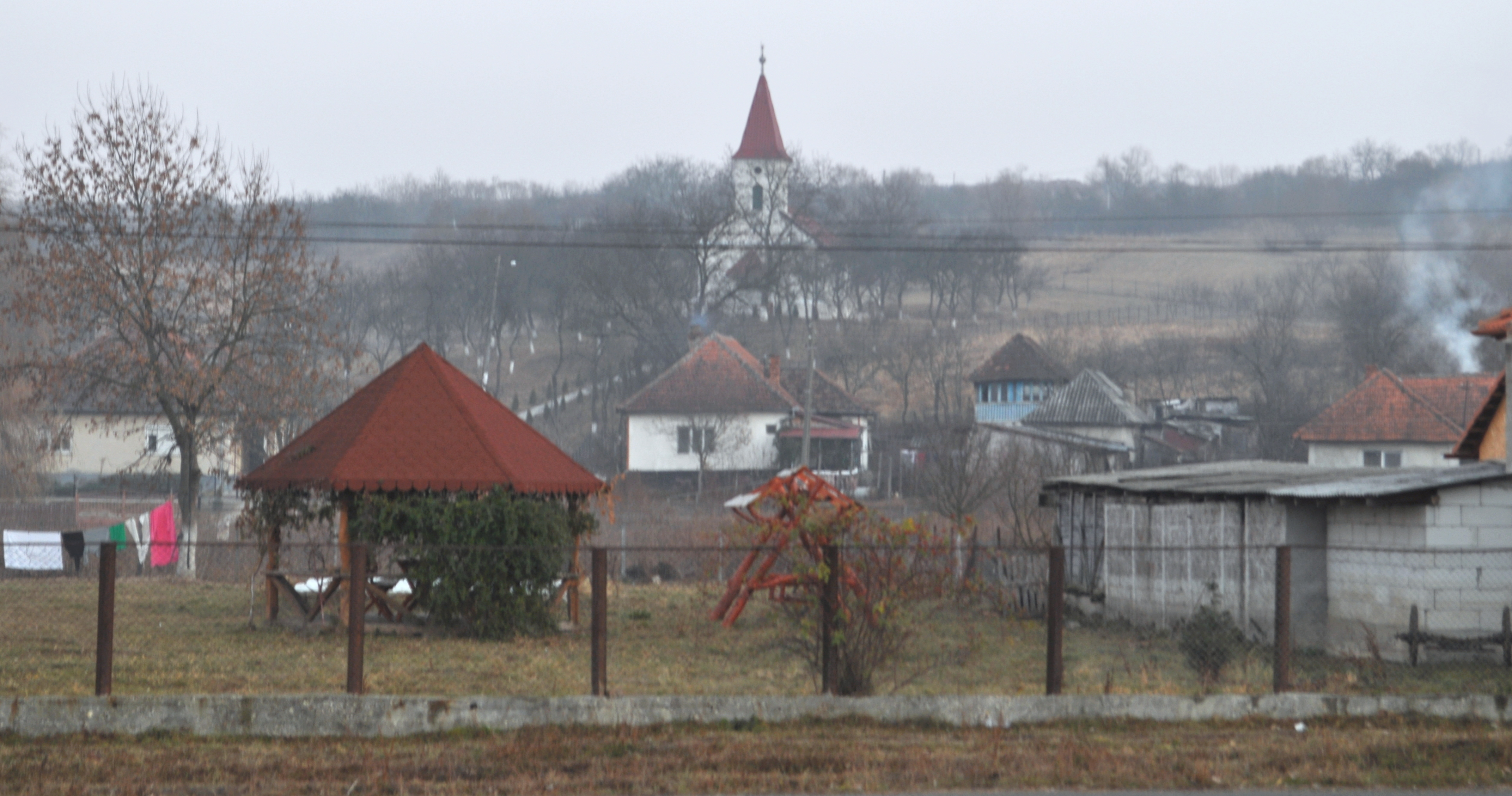
Biserica reformată
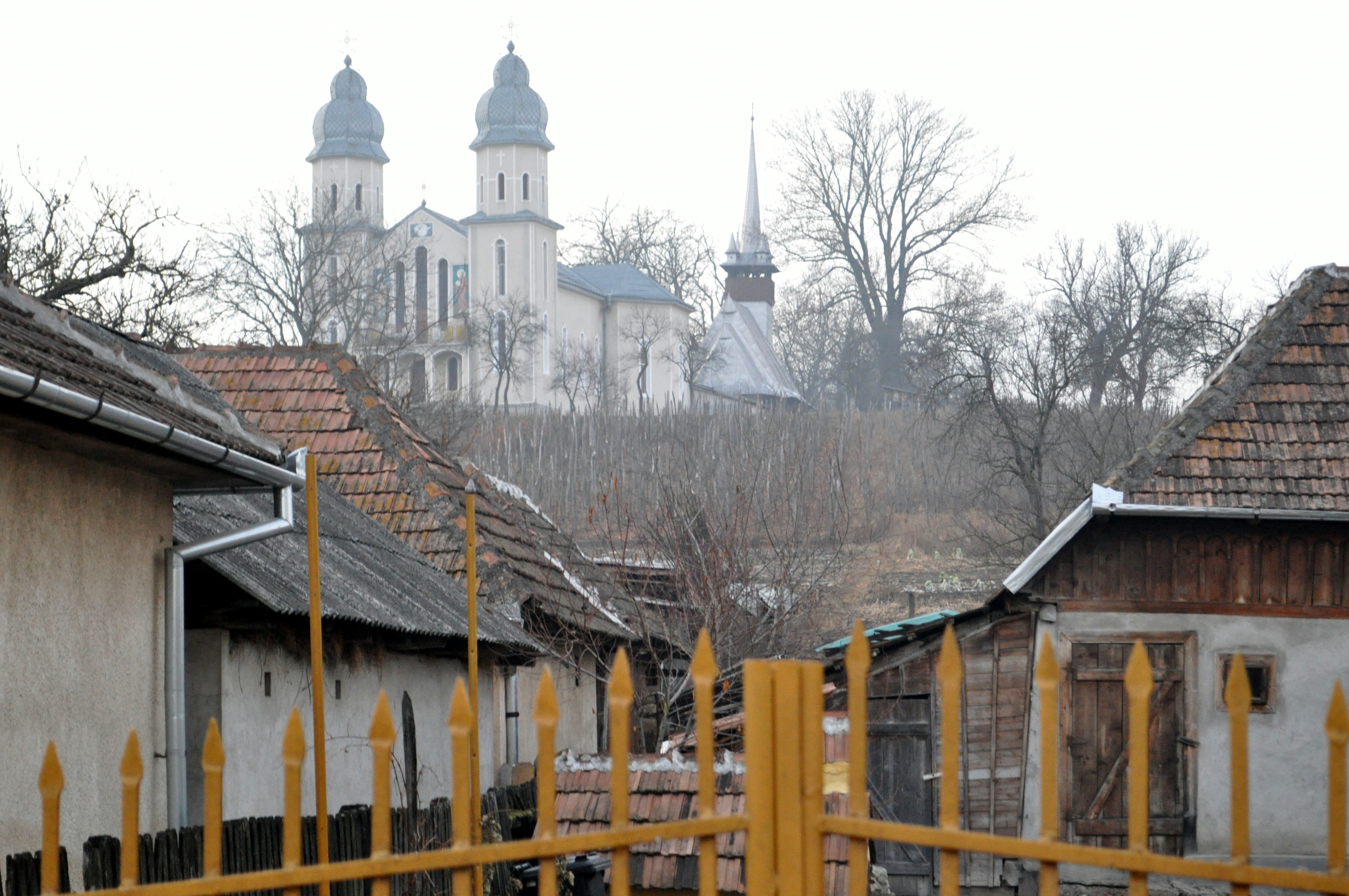
Bisericile ortodoxe
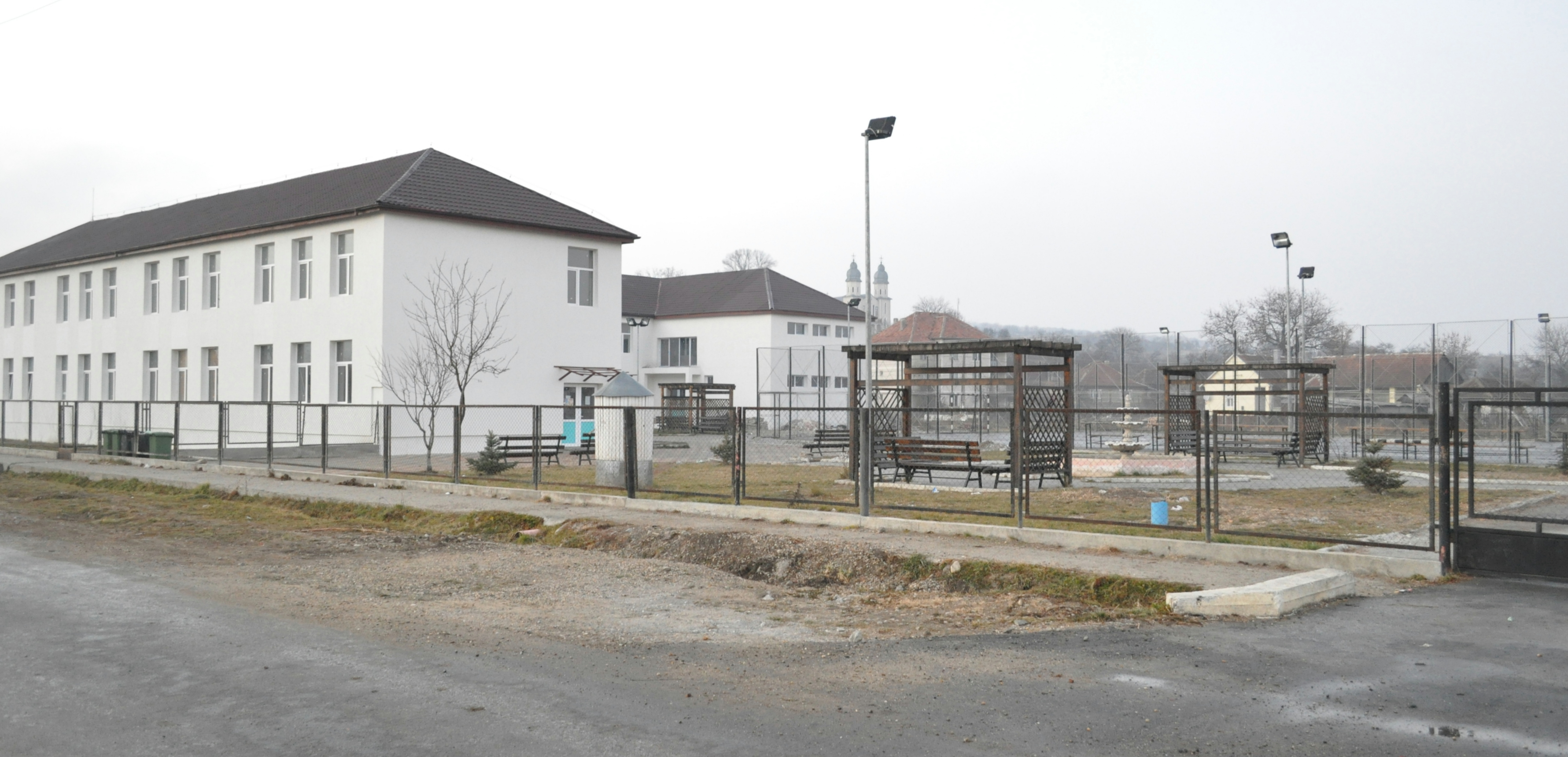
Școala
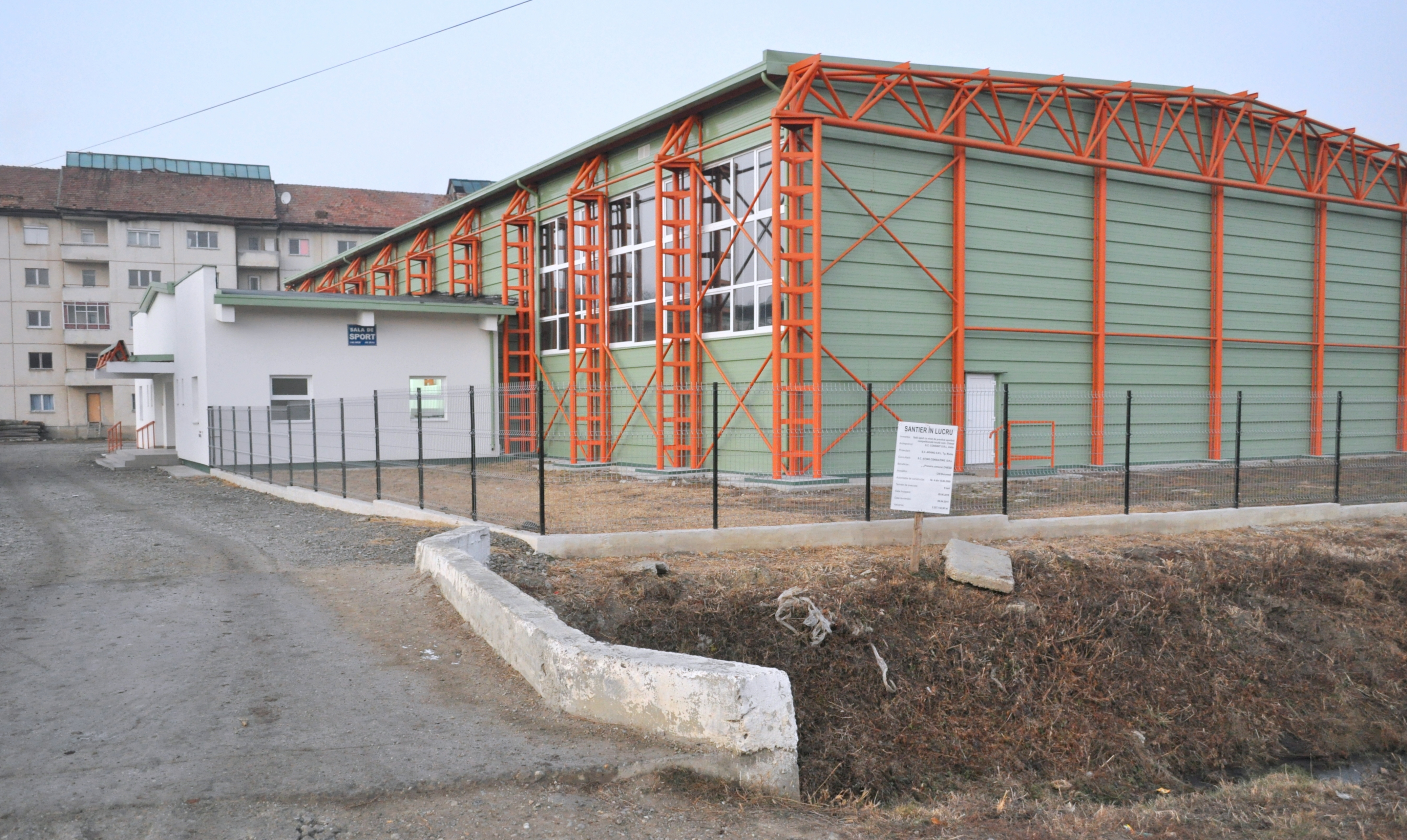
Sala de sport
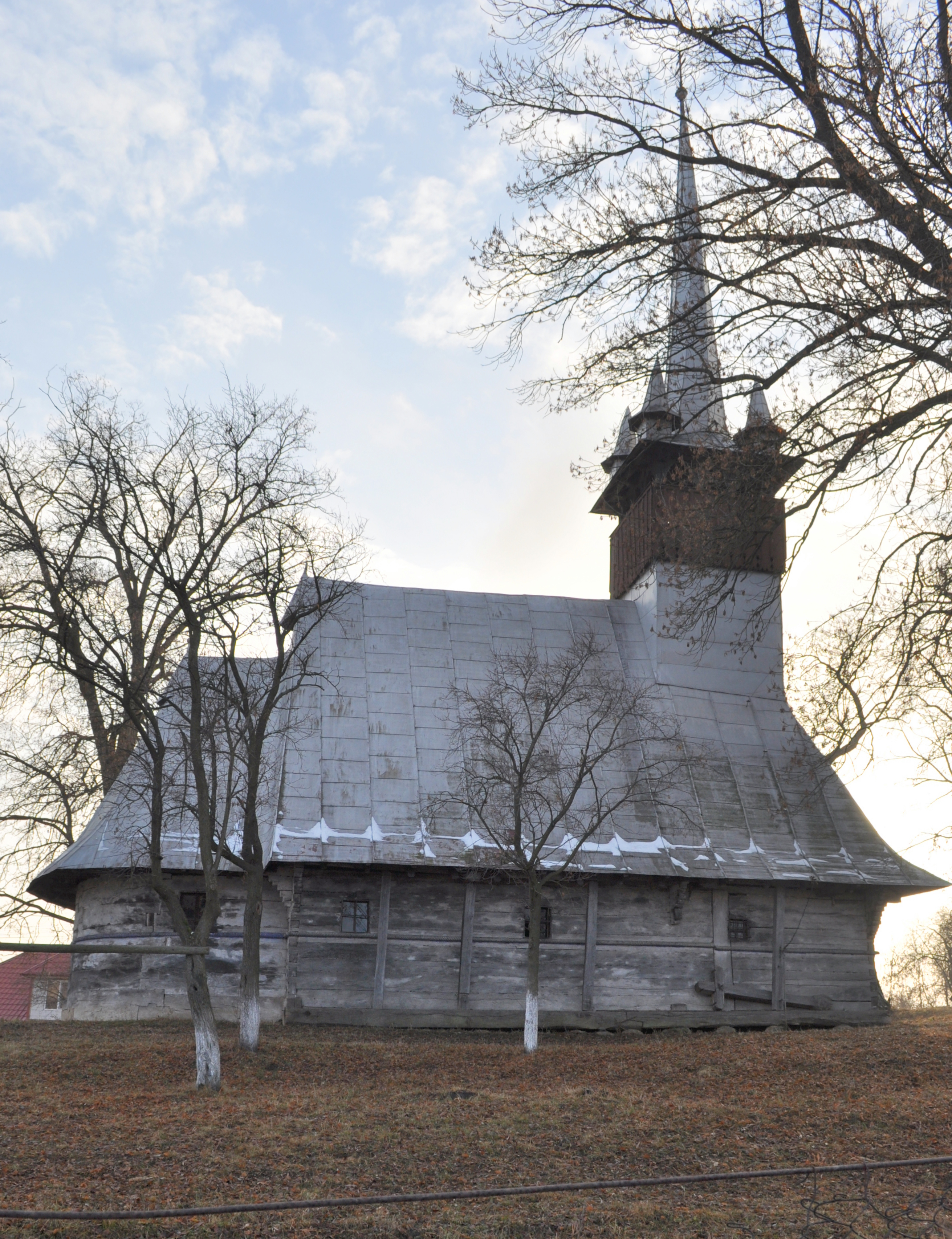
Biserica de lemn „Sfinții Arhangheli Mihail şi Gavriil” (sec.XVIII)

## Sursă
- Mór Petri: Monografia Comitatului Sălaj III.: Istoria satelor Comitatului Sălaj, Budapesta, 1902, pp. 694–699.